# Irina Negrea
Irina Negrea (n. 19 octombrie 1952, București) este un traducător, jurnalist și editor român.

## Biografie
Irina Negrea este absolventă a Colegiului Național „Sfântul Sava” din București și a Facultății de Limbi romanice, clasice și orientale (Universitatea din București), cu dublă specializare în franceză și engleză. 

În paralel cu activitatea de jurnalist și editor (Revue Roumaine, diverse publicații săptămînale, Cotidianul, Agenția de Știri Mediafax, Trustul Mediapro – Editura Pro, Societatea Română de Televiziune ), traduce aproximativ șaptezeci de cărți din limba franceză și engleză, publicate de Editura Humanitas,Editura RAO, Editura Univers, Editura Nemira, Editura Art, Editura Paralela 45, Leda, Corint Junior, Vivaldi, Editura Curtea Veche, Litera, Lider, Editura Trei etc.
În 1996, i s-a decernat Premiul literar „Lucian Blaga” al Centrului Internațional Ecumenic pentru Dialog Spiritual, pentru tălmăcirea romanului De la un castel la altul de Louis-Ferdinand Céline.
Este membru al Uniunii Scriitorilor din România.

## Lucrări publicate

### Traduceri inedite din opera luiLouis-Ferdinand Céline
- Louis-Ferdinand Céline, Feerie pentru altă dată I; Feerie pentru alta dată II (Normance) (Féerie pour une autre fois I; Féerie pour une autre fois II – Normance)[6][7][8][9], traducere de Irina Negrea, Editura Paralela 45, 2012
- Louis-Ferdinand Céline, Guignol’s Band I și II (London’s Bridge)[10], traducere de Irina Negrea, Editura Paralela 45, 2009
- Louis-Ferdinand Céline, De la un castel la altul (D’un château l’autre), traducere de Irina Negrea, Nemira, 1996 and 2006 (reprint)
- Louis-Ferdinand Céline, Nord[11], traducere de Irina Negrea, Nemira, 2002 and 2010 (reprint)
- Louis-Ferdinand Céline, Rigodon[12][13], traducere de Irina Negrea, Nemira, 2002 and 2010 (reprint)

### Alte traduceri publicate (bibliografie selectivă)
- Tibor Fischer, Banda mintoșilor (The Thought Gang), traducere de Irina Negrea, Humanitas, 2006
- Nick Hornby, Turnul sinucigașilor (A Long Way Down)[14][15], traducere de Irina Negrea, Humanitas, 2006 și 2014 (reeditare cu titlul Adio, dar mai stau puțin)
- Peter Mayle, Accept orice (Anything Considered), traducere de Irina Negrea, Humanitas, 2005
- Tim Lott, Învățăturile lui Don Juan (The Love Secrets of Don Juan)[16], traducere de Irina Negrea, Humanitas, 2007
- Sarah Dunant, Nașterea lui Venus (The Birth of Venus)[17][18], traducere de Irina Negrea, Humanitas, 2007
- Nigel Williams, Crimele din Wimbledon (The Wimbledon Trilogy), traducere de Irina Negrea, Humanitas, 2005
- Tibor Fischer, La genunchiul broaștei (Under the Frog)[19], traducere de Irina Negrea, Humanitas, 2008
- Richard Ford, Cronicarul sportiv (The Sportswriter)[20][21][22], traducere de Irina Negrea, Humanitas, 2006
- Marchizul de Custine, Scrisori din Rusia. Rusia în 1839 (La Russie en 1839), traducere de Irina Negrea, Humanitas, 1991 și 2007[23][24][25] (reprint)
- Michael Sadler, Un englez amorezat. Dragostea în Franța profundă (An Englishman Amoureux: Love in Deepest France), traducere de Irina Negrea, Humanitas, 2012
- Granta 97:  Best of Young American Novelists 2 (Antologia Granta: Kevin Brockmeier; Jonathan Safran Foer; Nicole Krauss; Karen Russell), traducere de Irina Negrea, Leda, 2009
- Tim Parks, Europa[26][27], traducere de Irina Negrea, Leda, 2010
- Jonathan Lethem, Orfani în Brooklyn (Motherless Brooklyn)[28], traducere de Irina Negrea, Leda, 2011
- Kate Atkinson, Viața ca un joc de crochet (Human Croquet)[29], traducere de Irina Negrea, Leda, 2013
- C. S. Lewis, Călătorie pe mare cu „Zori de Zi” (The Voyage of the Dawn Treader), traducere de Irina Negrea, RAO, 2000
- C. S. Lewis, Ultima bătălie (The Last Battle), traducere de Irina Negrea, RAO, 1999
- C. S. Lewis, Jilțul de argint (The Silver Chair), traducere de Irina Negrea, RAO, 1999
- Pat Alexander, Biblia pentru cei mici (The Lion First Bible), traducere de Irina Negrea, RAO, 1999
- Michel Faber, Petale de roșu și alb (The Crimson Petal and the White)[30], traducere de Irina Negrea, Kobalt, 2007
- Stuart Kelly,  Cartea cărților pierdute  (The Book of Lost Books)[31][32], traducere de Irina Negrea, Nemira, 2007
- Kimberley Cornish, Evreul din Linz (The Jew of Linz)[33], traducere de Irina Negrea, Nemira, 2007
- John Banville, Atena (Athena)[34], traducere de Irina Negrea, Nemira, 2008
- A. S. Byatt, Natură moartă (Still Life), traducere de Irina Negrea, Nemira, 2008
- Frédéric Rouvillois, Istoria snobismului (Histoire du snobisme)[35][36], traducere de Irina Negrea, Nemira, 2010
- François Gresle, Michel Panoff, Michel Perrin, Pierre Tripier, „Dicționar de științe umane” („Dictionnaire des sciences humaines”), traducere de Irina Negrea, Nemira, 2000
- Jean Cantos, Manuscrisul jupînului Godemer (Le manuscrit de maître Godemer), traducere de Irina Negrea, Nemira, 1997
- Wilkie Collins, Femeia în alb (The Woman in White), traducere de Irina Negrea, Lider, 2000
- Robert Ludlum, Compromisul (Trevayne), traducere de Irina Negrea, Lider
- George R. R. Martin, Gardner Dozois, Daniel Abraham: Fuga vînătorului (Hunter’s Run), traducere de Irina Negrea, Nemira, 2012
- Adele Faber, Elaine Mazlish, Comunicarea eficientă cu copiii (How to Talk so Kids Can Learn), traducere de Irina Negrea, Curtea Veche, 2002
- Joseph O’Connor, Steaua mărilor (Star of the Sea)[37], traducere de Irina Negrea, Curtea Veche, 2005
- Iain Pears, Mîna lui Giotto (Giotto’s Hand)[38], traducere de Irina Negrea, Nemira, 2011
- Sophie Hannah, O păpușă sau alta (Little Face)[39], traducere de Irina Negrea, Nemira, 2011
- Dorothy L. Sayers, Reclama ucigașă (Murder Must Advertise), traducere de Irina Negrea, Nemira, 2009
- Peter Carey, Parrot și Olivier în America (Parrot and Olivier in America), traducere de Irina Negrea, Art, 2015
- Jean des Cars, Saga dinastiei de Habsburg: de la Sfântul Imperiu la Uniunea Europeană (La saga des Habsbourg), traducere de Irina Negrea, Editura Trei, 2015
- Simon Sebag Montefiore, Discursuri care au schimbat lumea (Speeches That Changed the World), traducere de Irina Negrea, Editura Trei, 2015
- Jean des Cars, Sceptrul și sângele: Regi și regine în tumultul celor două Războaie Mondiale (Le sceptre et le sang. Rois et reines dans la tourmente des deux guerres mondiales), traducere de Irina Negrea, Editura Trei, 2016
- Scott Anderson, Lawrence în Arabia: război, mistificare, nesăbuință imperială și crearea Orientului Mijlociu modern (Lawrence in Arabia. War, Deceit, Imperial Folly and the Making of the Modern Middle East), traducere de Irina Negrea, Editura Trei, 2016
- Dave Eggers, O hologramă pentru rege (A Hologram for the King), traducere de Irina Negrea, Editura Humanitas Fiction, 2016
- Eleanor Catton, Luminătorii (The Luminaries), traducere de Irina Negrea, Editura Art, 2016
- Richard Yates, Parada de Paște (The Easter Parade), traducere de Irina Negrea, Editura Litera 2016